# Padangsambian
Padangsambian is een bestuurslaag in het regentschap Denpasar van de provincie Bali, Indonesië. Padangsambian telt 35.666 inwoners (volkstelling 2010).